# Суп із локшиною

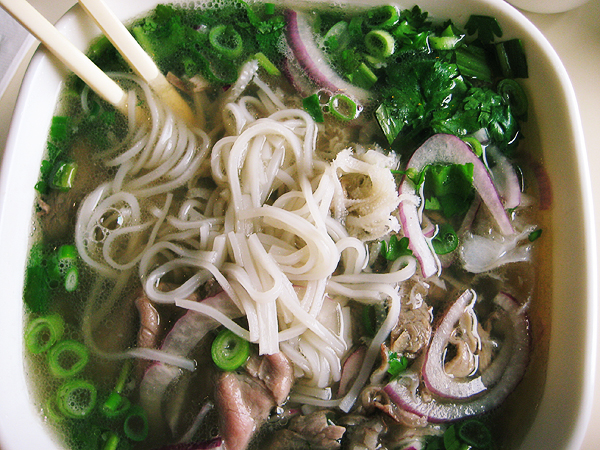
В'єтнамський суп із рисовою локшиною, фо

Супи з локшиною — вид супів, в яких основним інгредієнтом є локшина. Супи з локшиною є в українській кухні, кухнях Східної і Південно-Східної Азії. Крім того, холодні супи з локшиною популярні в Європі (див. шпецле) та в північному Китаї. Локшина може бути зроблена з рису, пшениці, гречки, містити або не містити яйце.

## У кухнях народів світу

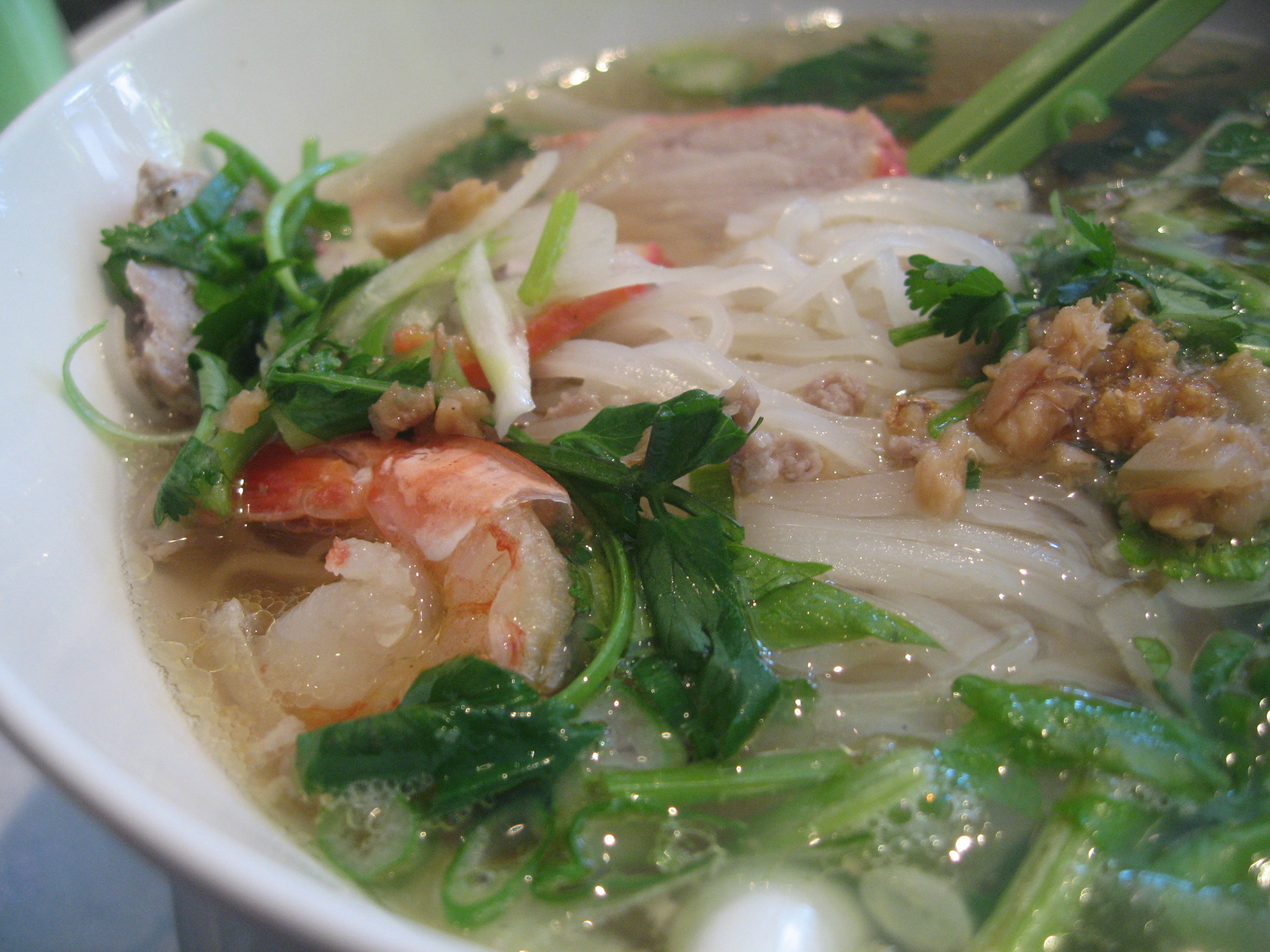
Хутьєу намванг (куйтьєв із Пномпеня) у в'єтнамському ресторані.

### В'єтнам

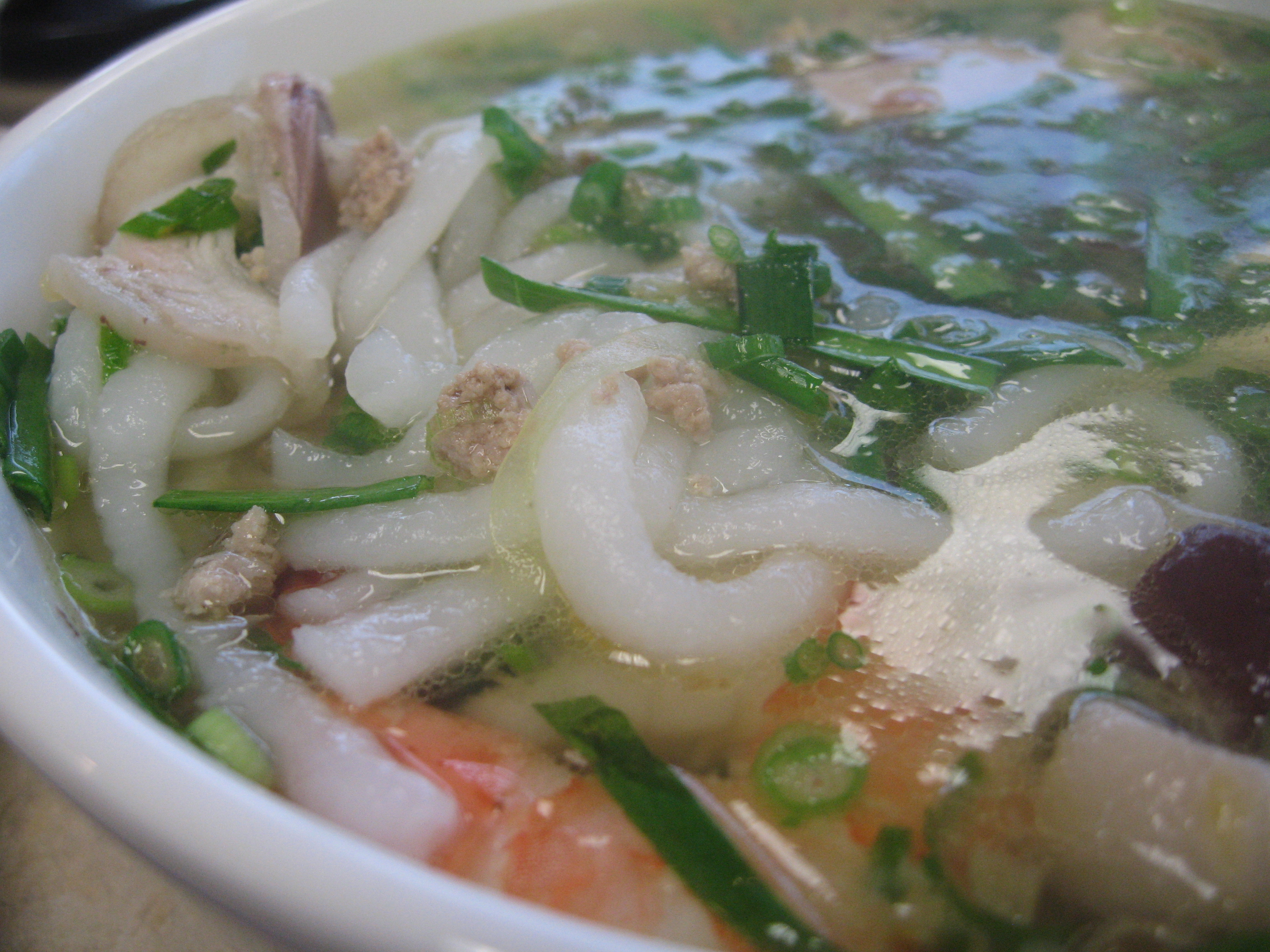
Бань кань

- Фо (Phở) — рисова локшина в прозорому яловичому бульйоні, з тонкими скибочками яловичини, прикрашена зеленою і ріпчастою цибулею, стеблами кінзи, нго гай та м'ясом. До фо на окремому блюді подають базилік, часточку лимону або лайму, проростки бобів і свіжий червоний перець. У суп додають рибний соус.
- Банькань (Bánh canh) — суп з однойменної товстої локшини, приготовленої з суміші рисового та маніокового борошна, схожої зовні на удон.
- Бунбо хюе (Bún bò Huế) — відома страва міста Хюе, рисова локшина в яловичому бульйоні з яловичиною, свининою і лемонграсом, приправлена соусом із креветок і соусом чилі.
- Бунрієу (Bún riêu) — суп з рисовою локшиною, м'ясом, тофу, томатами та вареної свинячої кров'ю.
- Бунбунг Bún bung — суп з томатів, алоказії, папаї, тамаринду, зеленої цибулі та свинини[1].
- Бунмам (Bún mắm) — суп із локшиною і креветочною пастою.
- Бун ок (Bún ốc) — суп із локшиною, равликами та томатами, посипаний зеленою цибулею[2].
- Бунсиа (Bún sứa) — локшина з медузами.
- Бунтханг (Bún thang) — суп із тонко нарізаним курячим, свинячим м'ясом та крутим яйцем, а також овочами[1].
- Каолау (Cao lầu), а такоож мі куанг (Mì Quảng) — страви, якими знаменитий Хоян: пшенична локшина в невеликій кількості бульйону, з різними видами м'яса і травами.
- Хутьєу (Hủ tiếu) — суп з бань ху тьєу (bánh hủ tiếu) і яєчної локшини. Ця страва була інтродукована мешканцями Чаочжоу (народ хоа).

### Індонезія
- Сото аям — гострий курячий суп з рисовою локшиною. Подається з вареними яйцями, смаженою картоплею, селерою та смаженою цибулею-шалот. Іноді в нього додають лонтонг (спресований рисовий млинчик з начинкою), смажений часник з креветковими крекерами, або гіркий соус «самбал».
- Мі аям — курячий суп із локшиною, вареною пекінською капустою, селерою, нарізаною кубиками курятиною, солодким соєвим соусом і смаженою шалотом. В деякі різновиди додають гриби і смажені вонтони. Вживають мі аям з соусом чилі та маринованими овочами.

### Камбоджа

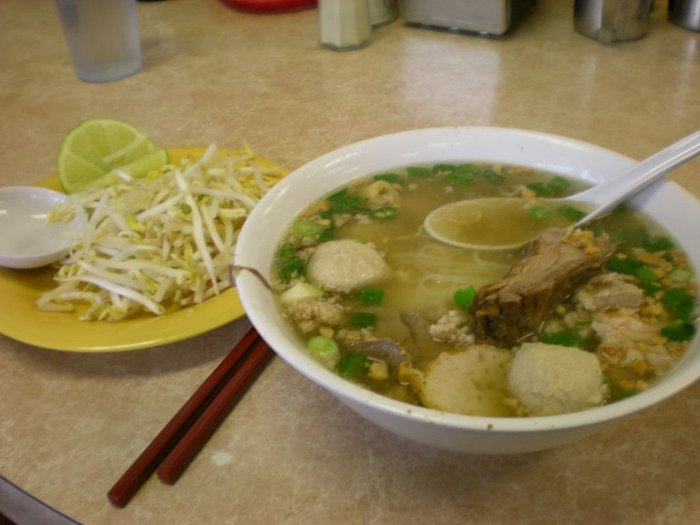
Куйтьєв пномпень, зі свининою, джусаєм, смаженим часником та пагонами сої

Куйтьєв — суп зі свинним бульйоном, рисовою локшиною, креветками, м'ясними фрикадельками, свинячою печінкою і прикрашений смаженим часником, зеленою цибулею, кінзою, лаймом та соусом «Хойсін». У Таїланді називається «куайтіо». Кхмерська назва (латинізоване — kuy teav) означає плоску рисову локшину; страва також носить цю назву.
Куйтьєв готують з підсушеної квадратної локшини, недовго відварюючи її в окропі. Потім її розтягують і поміщають у миску, в яку додають смажений товчений часник, олію і різноманітні прянощі, наприклад кінзу, зелену цибулю та селеру. Після цього в миску наливається бульйон зі свинячих кісток, сушеного кальмара, цукру, приправлений рибним соусом та соєвим соусом. Також в суп можуть додаватися м'ясні топінги, зокрема, «в'єтнамська шинка», свинячий фарш, припущені креветки, варене на парі крабове м'ясо, рибні кульки, варені свинячі нутрощі, печінку, язик. Додавання яловичини в куйтьєв традиційно не практикувалося, це реакція на яловичий фо, який привезли переселенці з В'єтнаму. Крім того, в куйтьєв, особливо на сніданок, додають смажений у фритюрі несолодкий хмиз ютяо.
Пномпенський різновид називається «куйтьєв пномпень» (kuy teav Phnom Penh) кхмерською і хутьєу намванг (hủ tiếu Nam Vang) в'єтнамською. Пномпенський куйтьєв був привезений до південного В'єтнаму близько 1960-х, а сам суп значно раніше.

### Китай

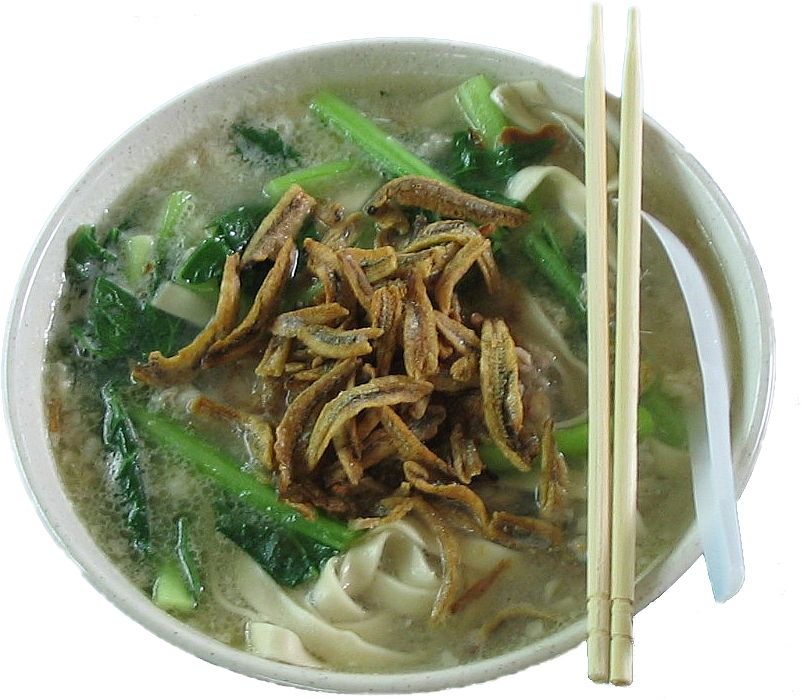
Баньмянь

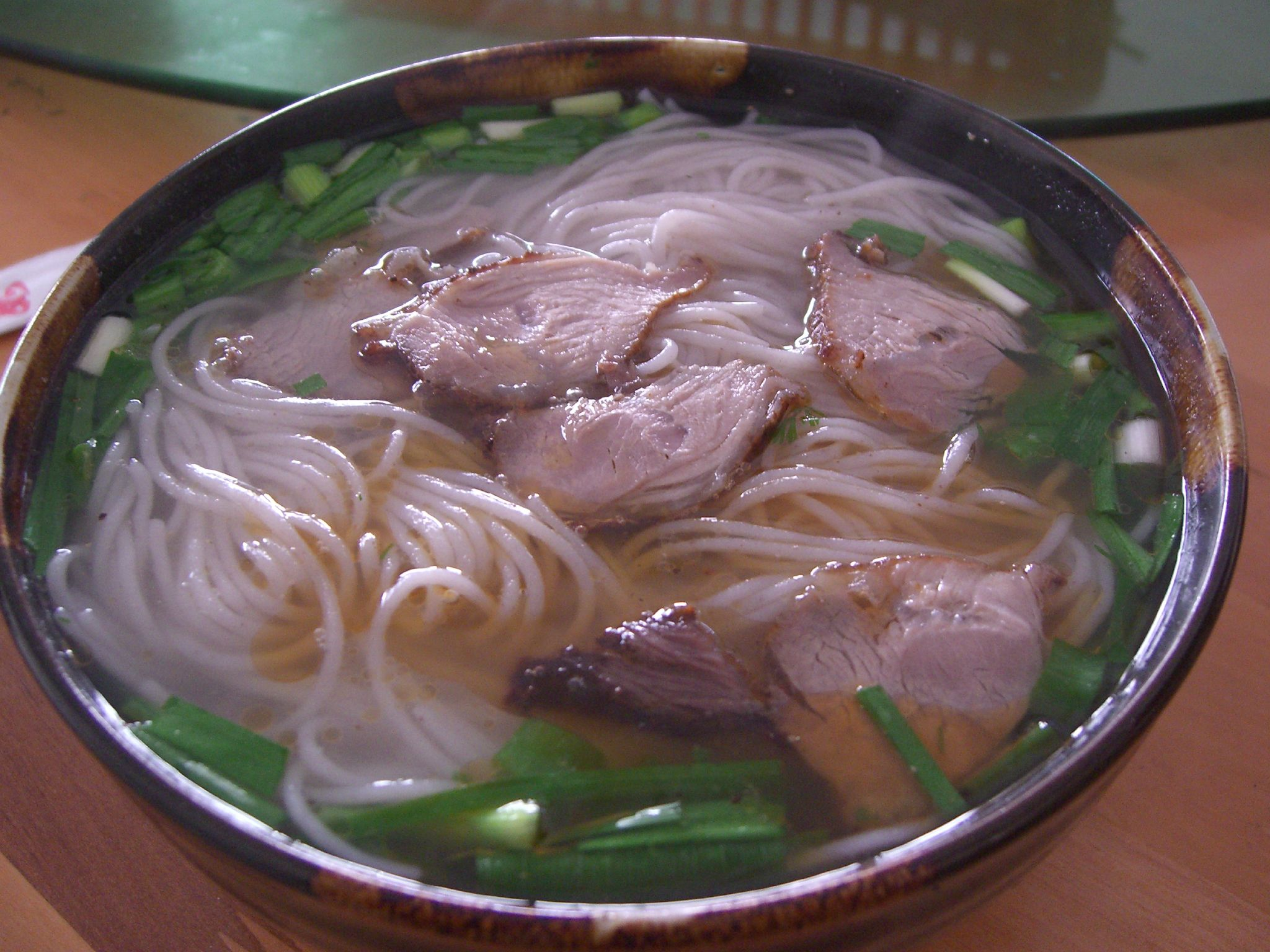
Тарілка гуоцяо-місянь

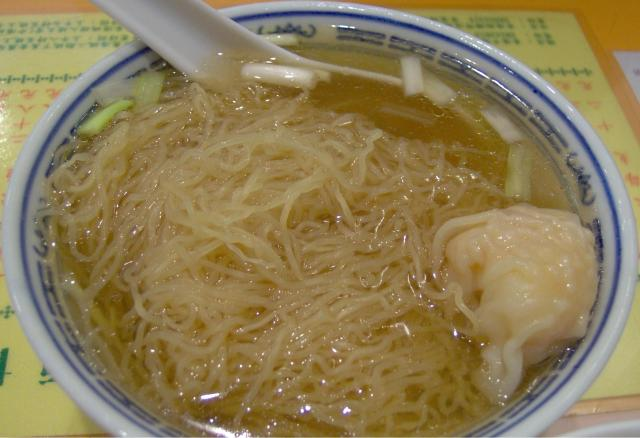
Гонконзький «ваньтханьмінь»

У Китаї з'явилася величезна кількість супів з локшиною, і багато з них поширилися по всій синосфері та за її межі.
- Баньмянь кит. трад. 板 麵, спр. 板 面, піньїнь: bǎn miàn, — фуцзяньська страва, поширилася також в Малайзію та Сінгапур. У Фуцзяні страва складається з яєчної локшини з креветочних-кунжутовим соусом і бульйоном. У Малайзії та Сінгапурі баньмянь подають з курячим або свинячим фаршем, анчоусами, овочами, яйцем, скибочками грибів і ютяо.
- Даньданьмянь кит. трад. 擔 擔 麵, спр. 担 担 面, піньїнь: dàndànmiàn — сичуанська страва, локшина в гострому супі з консервованими овочами.

- Гуоцяо-місянь (кит. трад. 過橋 米線, спр. 过桥 米线, піньїнь: guò qiáo mĭxiàn) — страва з сирої локшини, яку подають у мисці курячого бульйону з м'ясом, сирими яйцями, овочами та квітами. Бульйон залишається теплим завдяки налитій олії. Є характерною стравою Юньнаньської кухні.

Завдяки поширенню страви, рецептуру починають змінювати, додаючи перець чилі та інші види локшини.
- Лосифень кит. трад. 螺螄 粉, спр. 螺蛳 粉, піньїнь: luósīfěn — суп із локшиною та бульйоном з равликів.
- Данцзаймянь  кит. трад. 擔 仔 麵, спр. 担 仔 面, піньїнь: dànzǎimiàn — суп із локшиною, креветками та свинячим фаршем.

- Юньтунь-мянь (кит. трад. 雲吞 麵, спр. 云吞 面, піньїнь: yúntūn miàn — страва кантонської кухні, локшина в гарячому бульйоні з листовими овочами (наприклад, капустою «гайлянь») і вонтонами або цзяоцзи. У юнтунь-мянь можна зустріти креветки, курятину або свинину, нарізану зелену цибулю, гриби.

У Гонконзі юньтунь-мянь подають з креветковими вонтонами і зеленню. Поширені різноманітні способи сервірування, зокрема, зустрічається такий, коли вонтони і суп подаються в одній тарілці, а підсушена локшина — на іншій тарілці, з соусами. Локшину в гонконзькому юньтунь-мяні готують al dente, щоб не розварилася.
У Малайзії в страву також кладуть чашао (кит. трад. 叉燒, спр. 叉烧, піньїнь: chāshāo, в'ялене м'ясо). Також іноді локшину подають окремо без бульйону, политу устричним соусом.
У Таїланді юньтунь-мянь називається «бамі кіау» (тай. บะหมี่ เกี๊ยว), його часто замовляють зі свининою на грилі, маринованим перцем чилі, пластівцями чилі, рибним соусом. Зазвичай «бамі кіау» подають у вигляді супу, але іноді — в сухому вигляді, без бульйону.

### Корея

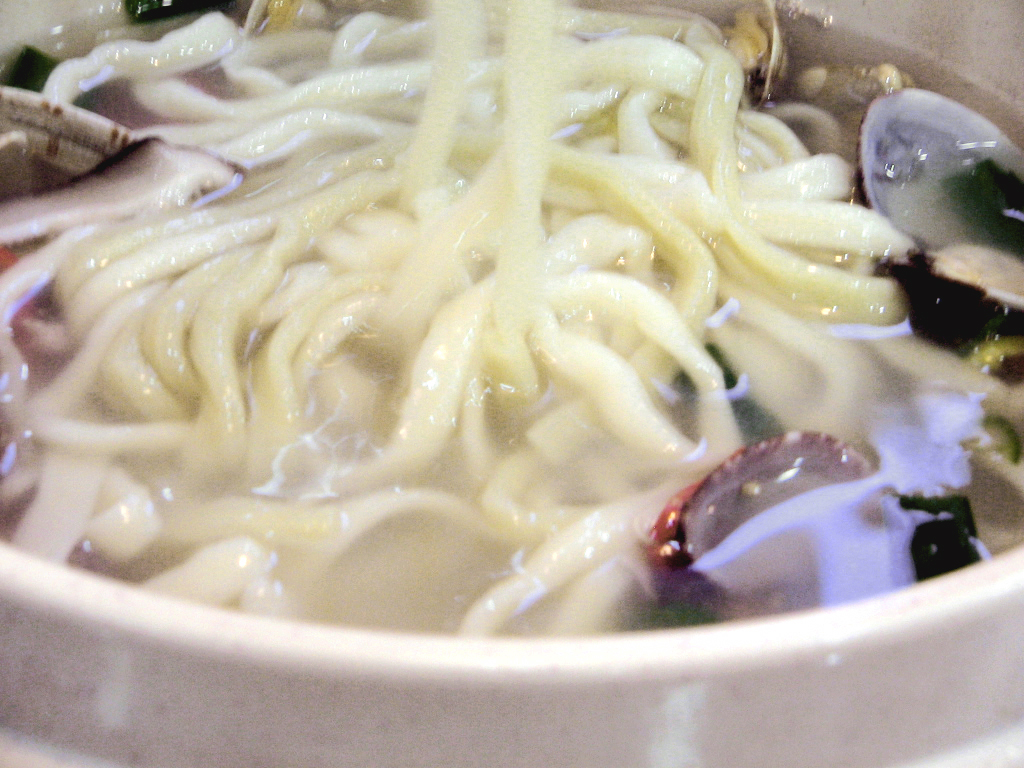
Кхаль куксу

- Чанчхи куксу (잔치국수) — локшина в бульйоні з водоростей, подається з кімчі, нарізаним скибочками яйцем, зеленою цибулею та огірками.
- Ччамппонъ (짬뽕) — див. «тямпон».
- Кхаль куксу (칼국수) — вручну нарізана пшеничне локшина в бульйоні з морепродуктів.
- Мак куксу (막국수) — гречана локшина в бульйоні з чилі.
- Неньмен (냉면) — корейська тягуча гречана локшина в холодному яловичому бульйоні з ріпчастою цибулею, дрібно порізаними огірками, розрізаним навпіл яйцем і скибочками груші. Страва популярна влітку.
- Рамьон (라면) — корейський рамен, робиться з концентрату. Зазвичай подається з кімчі та червоним перцем.

### Малайзія та Сінгапур

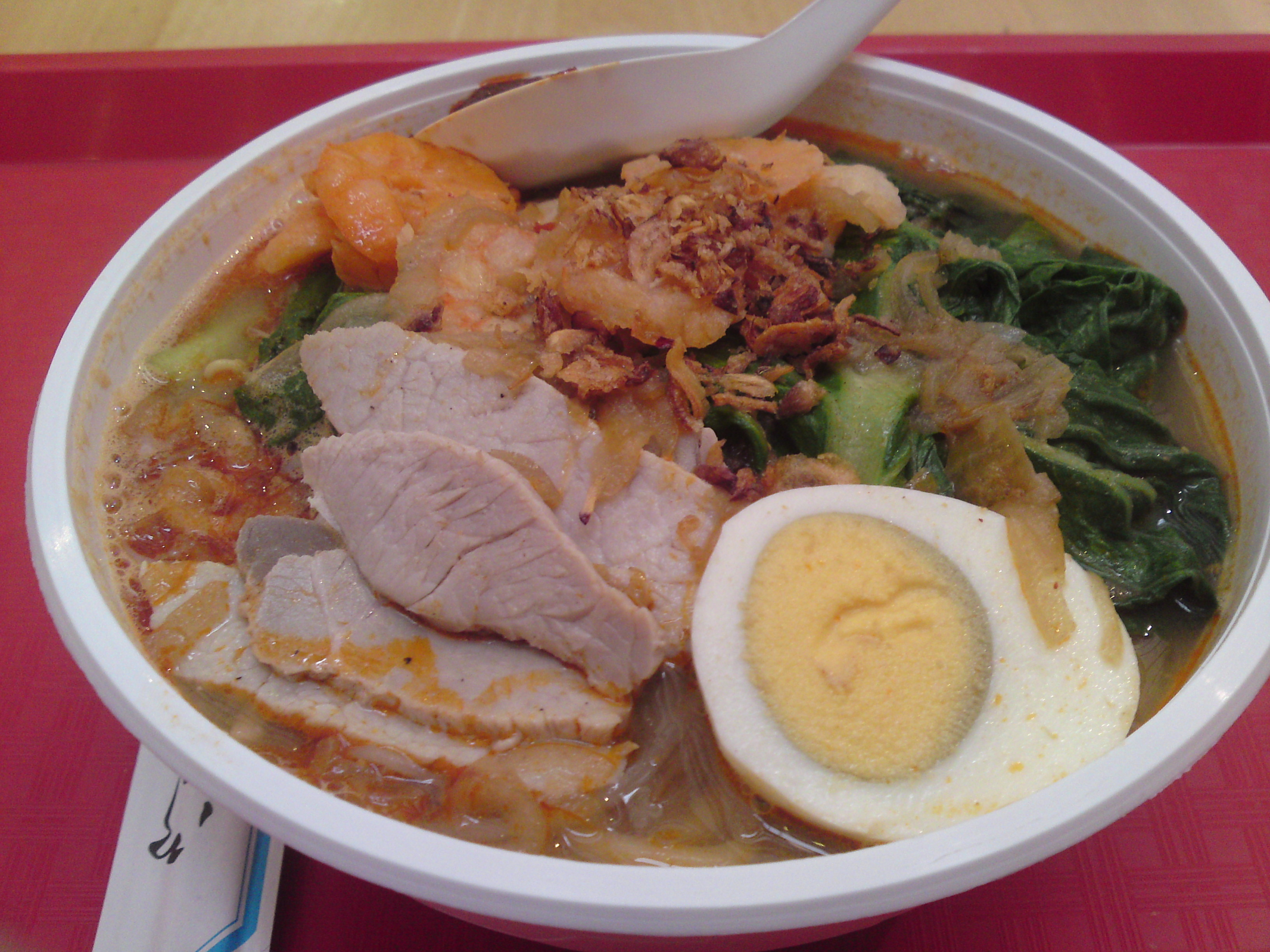
Креветковий «Хемі»

- Хемі (кит. трад. 蝦 麵, спр. 虾 面, піньїнь: xiāmiàn, акад. сямянь) — яєчна локшина в міцному креветочним бульйоні з креветками, свининою, рибними пиріжками та пророслими бобами. Зверху на страву викладають смажену цибулю-шалот та зелену цибулю. Бульйон готується з сушених креветок, білого перцю, часнику та інших прянощів. Традиційно, в суп додавали кубики свинячого жиру, але в XX столітті практика змінилася через турботу про здоров'я.
- Карі-лакса — рисова локшина в супі з карі та кокосом. Подається з топінгом: креветками або куркою, молюсками, пророслими бобами, тофу та пиріжками з рибою. Також іноді зверху кладуть варене яйце. Сервірується пастою «самбал» і в'єтнамським коріандром. Популярна в Сінгапурі.
- Ассам лакса — рисова локшина в кислому рибному супі. Топінги — терта риба, огірок, сира ріпчаста цибуля, ананас, чилі, м'ята.

### М'янма (Бірма)

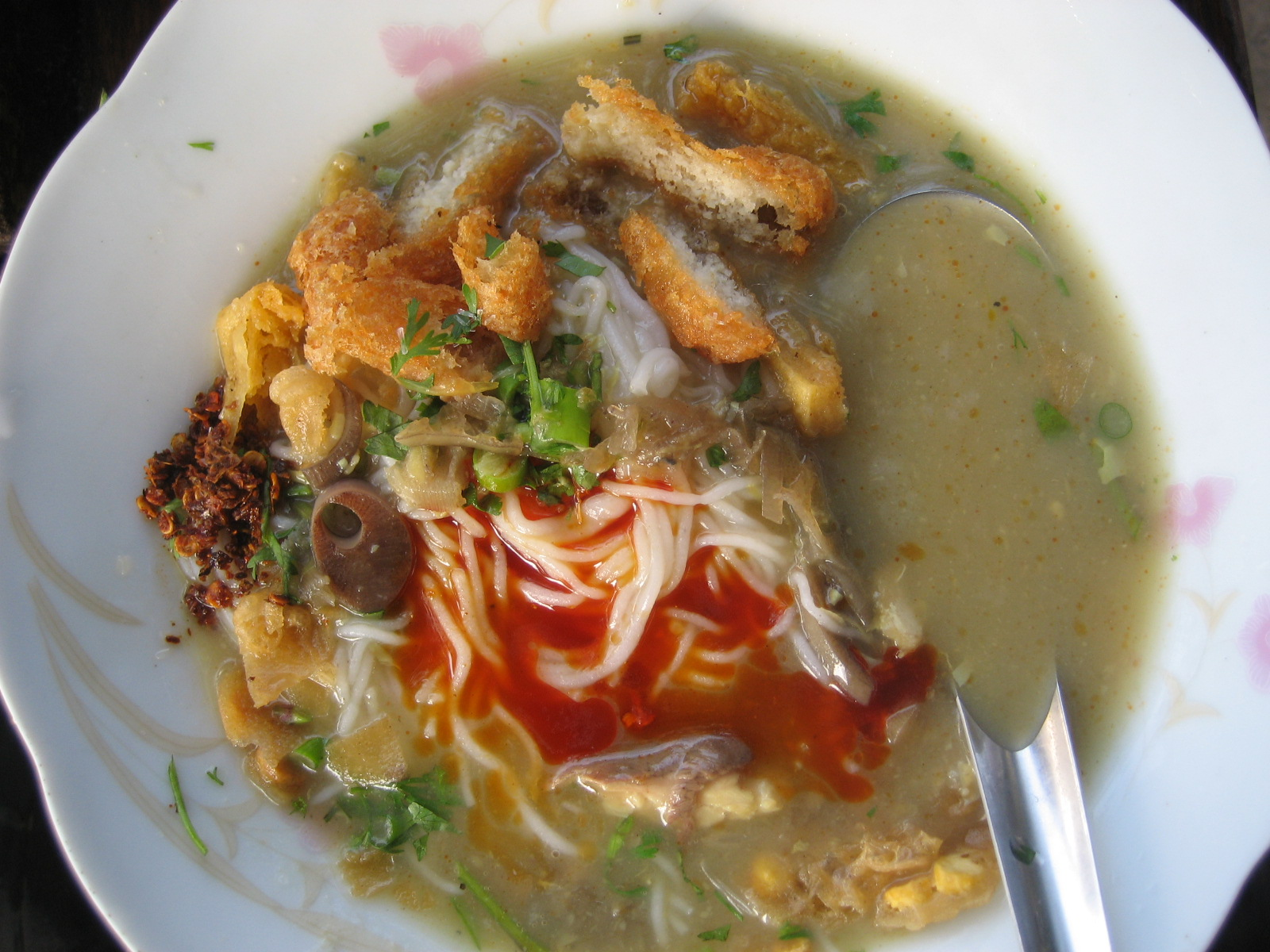
Монхінкха

- Монхінкха (бірм. မုန့်ဟင်းခါး) — вважається національною стравою М'янми. Рисова локшина в наваристому пряному рибному супі. Добавки — рибний або креветковий соус, солона риба, бананові пагони, імбир, часник, перець, ріпчаста цибуля, куркума, рисове борошно, нутове борошно, чилі та олія.
- Оннокхаусхе (бірм. အုန်းနို့ခေါက်ဆွဲ) — пшенична локшина в курячо-кокосовому бульйоні. Крім того, в страву додають цибулю-шалот, рисові крекери, рибний соус, смажений червоний перець, сік лимона або лайма.
- Чжасхінкха (бірм. ကြာ ဆံ ဟင်းခါး) — фунчоза в курячому консоме з грибами, фучжу, пагони лілії, креветки, часник, перець та рибні кульки.

### США
- Курячий суп

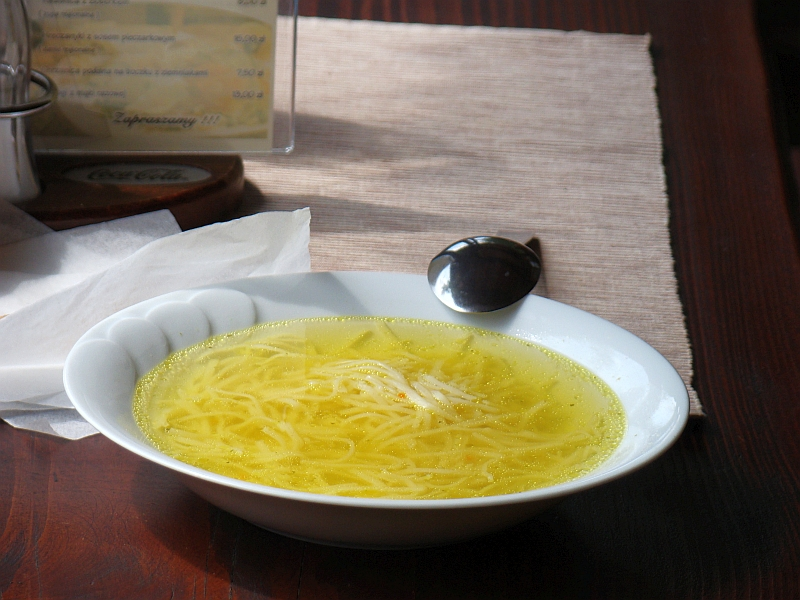
Курячий суп

- Весільний суп (італійсько-американський)

#### Гаваї
- Саймін[en] — пшенична яєчна локшина в бульйоні дасі. Популярна страва, створена під впливом декількох кухонь, яка відображає мультикультуралізм сучасних Гаваїв. У неї додають пекінську капусту, норі, камабоко, свинину чашао[en], лінгвіса (португальські ковбаски) або консервований м'ясний фарш.

### Таїланд

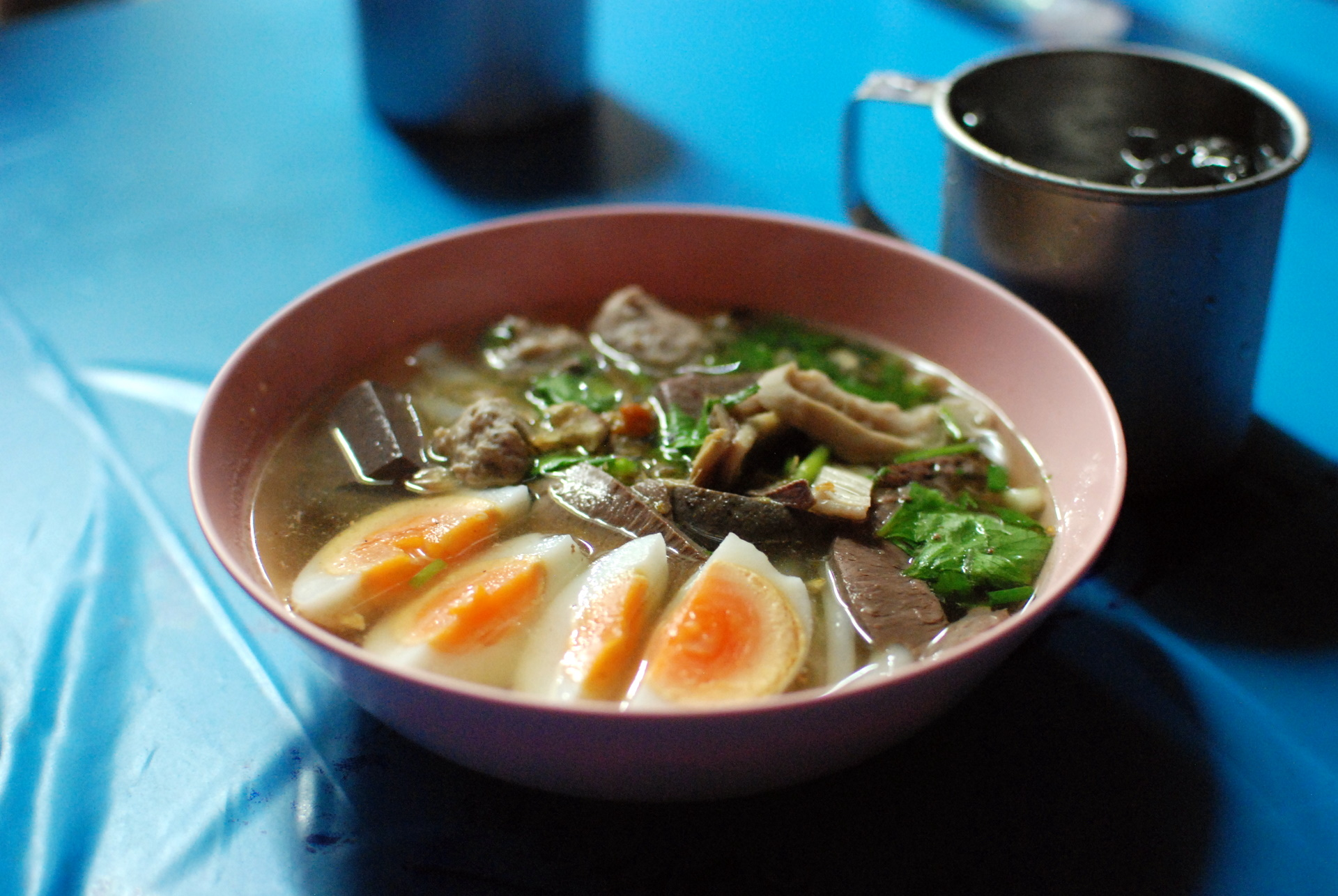
Кхуайчап, одна з страв, запозичених з Чаошані

Тайські супи з локшиною популярні як фастфуд. Локшину подають в курячому бульйоні, часто з м'ясом або рибними кульками та кінзою. Покупці самі додають у страву цукор, нам пла, сухий і маринований червоний перець, які подають до замовлення. На відміну від більшості тайських страв, суп із локшиною їдять паличками. Всі супи з локшиною і спосіб їх вживання — запозичення з Китаю, слово «куай тіо» — пряме запозичення з чаошаньського діалекту.
- Бамі нам (тай. บะหมี่น้ำ) — яєчна пшеничне локшина в бульйоні зі свинячим фаршем, тушкованою або смаженою качкою, або шматочками чашао.
- Кенг чит вунсен (тай. แกงจืดวุ้นเส้น) — фунчоза в супі.
- Кханом чин кенг кхіо ван кай (тай. ขนมจีนแกงเขียวหวานไก่) — тайська рисова локшина з куркою і тайським зеленим карі.
- Кхау сой (тай. ข้าวซอย) — рисова або пшенична локшина в супі з карі; страва північного Таїланду.
- Куайтіо нам (тай. ก๋วยเตี๋ยวน้ำ) — рисова локшина в супі.

### Тибет
- Тхукпа (тиб. ཐུག་པ་,) — плоска локшина в яловичому бульйоні зі смужками тушкованої яловичини, шпинатом та зеленою цибулею. Популярна в Тибеті, Непалі та Індії.
- Бхактхук (тиб. བག་ཐུག་,) — плоска коротка локшина в бульйоні з яловичини, з скибочками тушкованої яловичини, сушеною яловичиною, дайконом, водоростями, картоплею та зеленою цибулею. Цей суп густіший, ніж тхукпа.

### Філіппіни

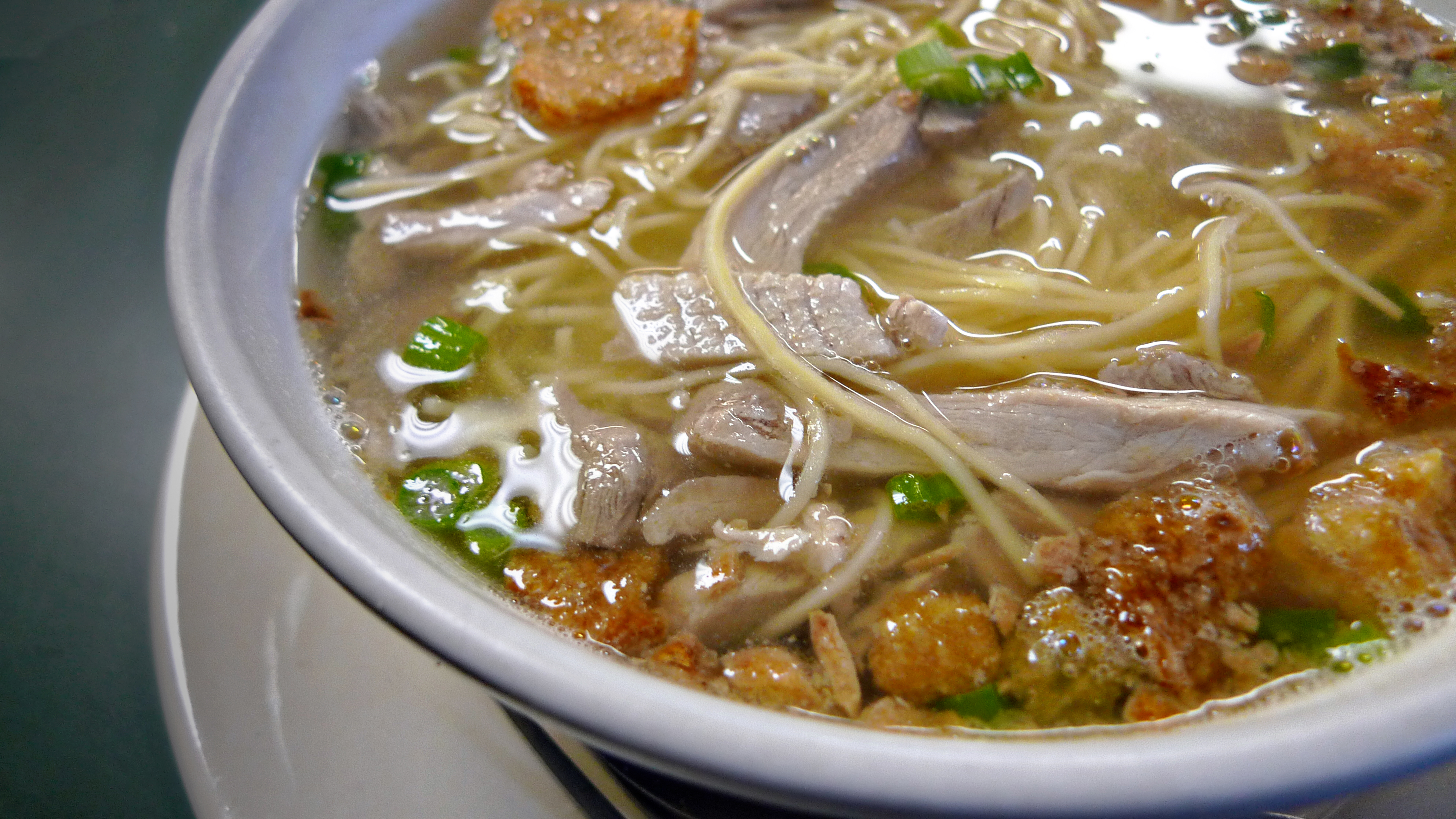
Миска батсою

Філіппінські супи з локшиною подаються як на вулиці, так і вдома. Вони поєднують в собі риси східної та європейської кухонь та місцевий вплив. Зазвичай їх подають з патісом, соєвим соусом, соком каламондину та перцем. Супи зазвичай їдять в холодний сезон дощів. Зазвичай суп їдять ложкою і виделкою (виделка для локшини), але іноді локшину поглинають за допомогою паличок.
- Батсой — суп провінції Ілоїло зі свинячими нутрощами, шкварками, овочами та сирим яйцем.
- Мамі — суп, схожий на юньтунь-мянь, зі шніт-цибулею.
- Сопас — суп із локшиною, куркою та овочами. У нього додають також молоко.
- Місуа — суп з підсмаженою свининою, свинячим жиром і патолою.

### Японія

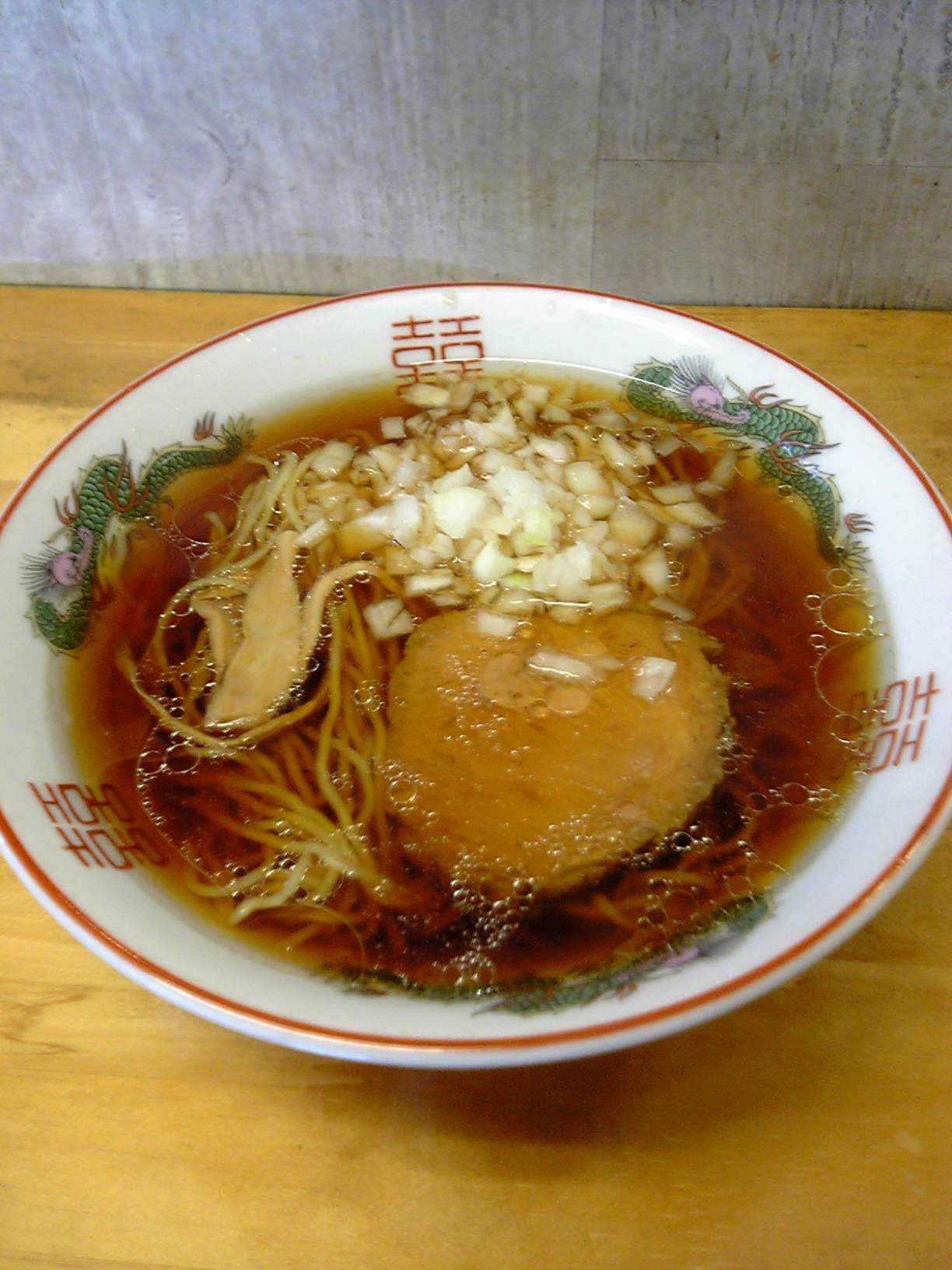
Рамен «Хатіодзі».

Традиційно-японські види локшини в супах зазвичай подають в гарячому дасі з соєвим соусом і посипають зеленою цибулею. Зверху викладають темпуру або абурааге, смажене у фритюрі тофу.
- Соба (яп. 蕎麦) — тонка довга локшина з гречки. Її подають в місошіру та інших супах, але частіше — без рідини. «Окінава соба» — інша страва (див. нижче).
- Удон (яп. う ど ん, також пишеться ієрогліфами «饂 飩») — товста пшеничне локшина, в супі подається з дасі або супом з японським карі.

Інша велика група супів з локшиною — китайська пшенична локшина, яку подають у м'ясному або курячому бульйоні. З початку XX століття такі страви завоювали велику популярність в Японії.
- Рамен (яп. ラ ー メ ン) — тонка жовта локшина, яку подають в наваристому яловичому або курячому бульйоні, або в дасі, приправленому соєвим соусом або місо, з різними топінгами: скибочками м'яса, маринованими пагонами бамбука, водоростями та вареними яйцями. Локшина для рамен також називається «тюка-соба» (яп. 中華 蕎麦, тю:ка соба).
- Тямпон (яп. ち ゃ ん ぽ ん) — жовта локшина середньої товщини, яку подають з жирною свининою, морепродуктами та овочами в гарячому курячому бульйоні. На відміну від рамену, локшина вариться в бульйоні, а не окремо.

Вперше тямпон подали в китайському ресторані Сікайро (яп. 四海 楼, сікайро:), розташованому в Нагасакі. Згідно з даними ресторану, страва заснована на фуцзяньському супі «танжоусимянь» (кит. трад. 湯 肉絲 麵, спр. 汤 肉丝 面, піньїнь: tāngròusīmiàn).
У корейській кухні аналогічна страва називається ччамппон' (кор. 짬뽕). Її в Корею, як і в Японії, ймовірно, перевезли емігранти з Китаю в кінці XIX — початку XX століття, які їхали в Нагасакі і Інчхон (через Пусан). Приїхавши до Японії та Кореї, іммігранти відкривали китайські ресторани, де готували їжу з дому. У Кореї в тямпон стали додавати червоний перець, олію чилі та кочхуджан.
- Окінава соба (яп. 沖 縄 そ ば) — товста локшина, яку подають на Окінаві в гарячому бульйоні з вареними на парі свинячими ребрами, камабоко, бені сега (яп. 紅 生姜, бені се:га), маринованим імбиром, і «корегісу» (аваморі, настояний на червоному перці).
- Хото (яп. ほ う と う, хо:то:) — регіональна страва кухні Яманасі, тушкований в місошіру удон з овочами.